# Галицьке князівство

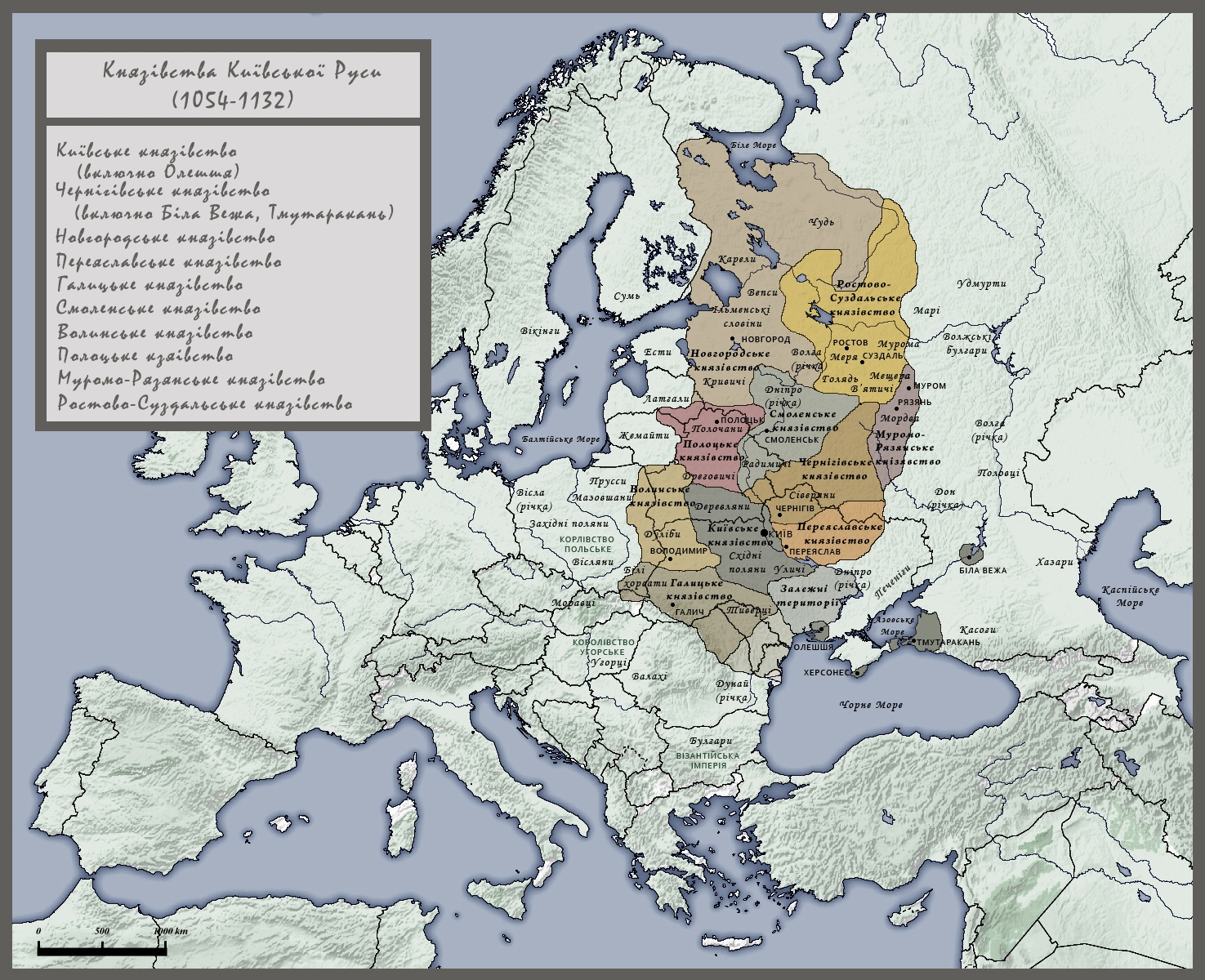
Князівства Київської Русі у 1054–1132 рр.

Галицьке князівство — західноруське князівство на території сучасної Галичини, зі столицею в Галичі, в якому з 1084 року правили князі династії Ростиславичів. Князівство займало північно-східні схили Карпатських гір, верхів'я Дністра, Пруту й Серету, на півдні його територія доходила до Чорного моря й Дунаю.
1199 року Роман Великий об'єднав Галицьке князівство та Волинське в єдине Галицько-Волинське князівство. Однак із 1204 до 1241 року, воно знову існувало як окреме князівство. З 1241 до 1340-х років було складовою частиною Галицько-Волинського князівства.

## Історія
У VI ст. слов'янські племена регіону були об'єднані під владою білих хорватів, які прийшли на зміну кельтським та германським племенам, що населяли Галичину ще в бронзовій добі. Віднайдені городища доруської епохи (Стільсько, Пліснесько) були, ймовірно, столицями племінних князівств. Угорські хроніки згадують, що під час переходу через Карпати вождь угрів (мадярів) Алмош у 898 році гостював у неназваного галицького князя.
За правління Святополка І (871–894) деякі племена хорватів увійшли до складу Великої Моравії, а після її занепаду галицькі землі частково потрапили під вплив польських і угорських правителів, хоч і частково продовжували існувати як незалежні князівства з центрами, зокрема, в Теребовлі та Стільському. У 993 році після другого походу київського Володимира Святославича на хорватів, частина Галичини була включена до складу Київської Русі. Утім, уже в 1018 році польський король Болеслав I Хоробрий захопив і приєднав галицькі землі до Польщі. Упродовж кількох наступних десятиліть Галичина почергово опинялася під владою київських князів та польських королів.

## Утворення незалежного князівства
Пам'ять про незалежні хорватські князівства, проте, збереглася, і в 1084 році в Перемишлі здобув владу князь-вигнанець із династії Рюриковичів — Рюрик Ростиславич. Невдовзі його брати Володар і Василько утвердилися, відповідно, у Звенигороді та в Теребовлі. Завдяки підтримці місцевого населення Ростиславичі змогли втриматися при владі: Ян Длугош згадує про масові повстання проти польської влади в Галичині біля 1090 року. В 1099 році у битві на Рожному Полі об'єднана галицька армія Володаря та Василька Романовичів перемогла військо київського князя Святополка Ізяславича, і того ж року в битві над Вягром, неподалік від Перемишля угорське військо на чолі з Коломаном І.
Рюрик помер 1092 року. У 1097 році Василька, який повертався після Любецького з'їзду Рюриковичів, підступно захопив і осліпив князь Давид Ігорович, якому не завадив київський князь Святополк Ізяславич. За підтримки брата Володаря Василько зберіг владу в Теребовлі. Про вагомий політичний вплив Володаря наприкінці XI ст. свідчить династичний шлюб його доньки Ірини з Ісааком — сином візантійського імператора Олексія I Комніна (візантійський імператор Андронік I Комнін був сином Ірини і внуком Володаря). У 1144 році Володимирко Володарович закінчив об'єднання галицьких земель в єдине князівство зі столицею у Галичі.

## Розквіт
Галицьке князівство досягло найбільшої могутності за князювання Ярослава Осмомисла (1152—1187). Як і батько, він був змушений боронити незалежність Галичини від київських князів. Названий у «Слові о полку Ігоревім» — Осмомислом (що має вісім смислів, себто розумний, мудрий). Ярослав Осмомисл поширив територію свого князівства, приєднавши землі між Дністром і Карпатами, пониззя Дунаю. Князь мав добрі зв'язки з суздальським князем, разом з іншими князями брав участь у походах проти половців. З Польщею і Угорщиною Ярослав Осмомисл утримував мирні відносини, і так само мав добрі відносини з Візантією та цісарем Фрідріхом І Барбароссою. За Ярослава Осмомисла розбудовано й укріплено багато галицьких міст.
Мудрою політикою за 35-річного князювання, Ярослав Осмомисл утвердив незалежність держави, зробив її могутньою, з якою рахувалися всі його сусіди, сприяв зростанню міжнародного визнання та достатку в державі.

## Об'єднання з Волинським князівством
Після смерті Ярослава настали занепад князівської влади й ослаблення впливу Галицького князівства. 1188—1189 роки — час боротьби сусідніх Угорщини та Волинського князівства за Галичину. Угорські королі 1188 року захопили Галич. Проти іноземних зайд спалахнуло Галицьке повстання 1189 року, яке підтримав спадкоємець престолу — Володимир Ярославович, що відтак правив у 1189—1199 роках у Галичі.
Володимир Ярославич правив до 1199 року, коли була зроблена друга (вдала) спроба волинського князя Романа Великого приєднати Галичину, внаслідок чого вона увійшла до Руського королівства, яке також називають Галицько-Волинським князівством.

## Правителі Галицького князівства

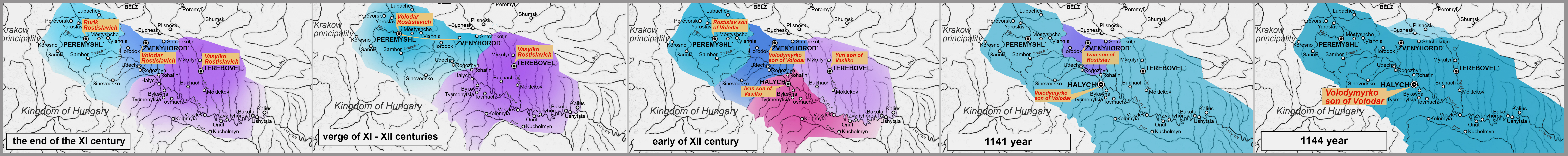
Об'єднання Галичини Ростиславичами

У списку подані князі й правителі Галича починаючи від 1141 року, коли виникло удільне Галицьке князівство, до 1349 року, коли воно було ліквідоване. До списку також включені князі Галицько-Волинського князівства, чий престол був у Галичі чи містах Галичини.
| Галицькі князі (за М. Грушевським) | Галицькі князі (за М. Грушевським) | Галицькі князі (за М. Грушевським)                            |
| Князь                              | Роки                               | Примітки                                                      |
| ---------------------------------- | ---------------------------------- | ------------------------------------------------------------- |
| Володимирко I Володарович          | 1141–1153                          | син перемишльського князя Володаря Ростиславича               |
| Ярослав Осмомисл                   | 1153–1187                          | син Володимирка Володаревича                                  |
| Олег Ярославич                     | 1187                               | син Ярослава Осмомисла                                        |
| Володимир II Ярославич             | 1187–1188                          | син Ярослава Осмомисла                                        |
| Роман I Мстиславич                 | 1188–1189                          | князь волинський                                              |
| Володимир II Ярославич             | 1189–1199                          | вдруге                                                        |
| Роман I Мстиславич                 | 1199–1205                          | вдруге                                                        |
| Данило Романович                   | 1205–1206                          | син Романа Мстиславича                                        |
| Володимир III Ігорович             | 1206–1208                          | з чернігівських князів                                        |
| Роман II Ігорович                  | 1208–1209                          | брат Володимира Ігоровича                                     |
| Ростислав I Рюрикович              | 1210                               | син Рюрика Ростиславича київського                            |
| Роман II Ігорович                  | 1210                               | вдруге                                                        |
| Володимир III Ігорович             | 1210–1211                          | вдруге                                                        |
| Данило Романович                   | 1211–1212                          | вдруге                                                        |
| Мстислав Німий                     | 1212–1213                          | з князів волинських                                           |
| Володислав Кормильчич              | 1213–1214                          | боярин галицький                                              |
| Коломан II                         | 1214–1219                          | королевич угорський                                           |
| Мстислав Удатний                   | 1219                               | з князів києво-смоленських, онук Ярослава Осмомисла по матері |
| Коломан II                         | 1219–1221?                         | вдруге                                                        |
| Мстислав Удатний                   | 1221?-1228                         | вдруге                                                        |
| Андрій Андрійович                  | 1228–1230                          | королевич угорський                                           |
| Данило Романович                   | 1230–1232                          | втретє                                                        |
| Андрій Андрійович                  | 1232–1233                          | вдруге                                                        |
| Данило Романович                   | 1233–1235                          | вчетверте                                                     |
| Михайло Всеволодович               | 1235–1236                          | з князів чернігівських                                        |
| Ростислав II Михайлович            | 1236–1238                          | син Михайла Всеволодовича, з князів чернігівських             |
| Данило Романович                   | 1238–1264                          | вп'яте                                                        |
| Шварно Данилович                   | 1264–1269                          | син Данила, співправитель князя Лева I Даниловича             |
| Лев I Данилович                    | 1264–1301?                         | син Данила                                                    |
| Юрій I Львович                     | 1301?-1308?                        | син Лева I                                                    |
| Лев II Юрійович                    | 1308–1323                          | син Юрія I                                                    |
| Володимир Львович                  | 1323–1325                          | син Лева II                                                   |
| Юрій II Болеслав                   | 1325–1340                          | з князів мазовецьких, онук Юрія I                             |
| Любарт-Дмитро                      | 1340–1349                          | з князів литовських                                           |
| Володислав Опольчик                | 1372–1378                          | з князів опольських, намісник Людовика І                      |

## У культурі

### Кіно
- 1987: Данило — князь Галицький
- 2018: Король Данило

## Див.також
- Київська Русь
- Галицько-Волинське князівство
- Волинське князівство
- Пониззя